# Ala-Arriba! (película)
Ala-Arriba! es una película portuguesa del género docufiction de José Leitão de Barros, que dio a conocer al país en la década de 1940 la comunidad pesquera de Póvoa de Varzim de hábitos culturales particulares. Se la considera un documento histórico relevante para la ciudad de Póvoa de Varzim.
Ala-Arriba! es una expresión "poveira" que significa "¡fuerza (para arriba)!", usada cuando la comunidad empujaba los barcos hacia la playa. Como complemento a la película, durante su estreno, las salas de cine exhibieron también el documental Póvoa de Varzim.
El argumento era del prestigioso dramaturgo Alfredo Cortez y se basaba en la obra "Os Poveiros" de António dos Santos Graça.
Esta fue la primera obra del cine de Portugal que obtuvo un premio internacional, en este caso la Copa de la Bienal de Venecia de 1942.